# Хамон (термин)

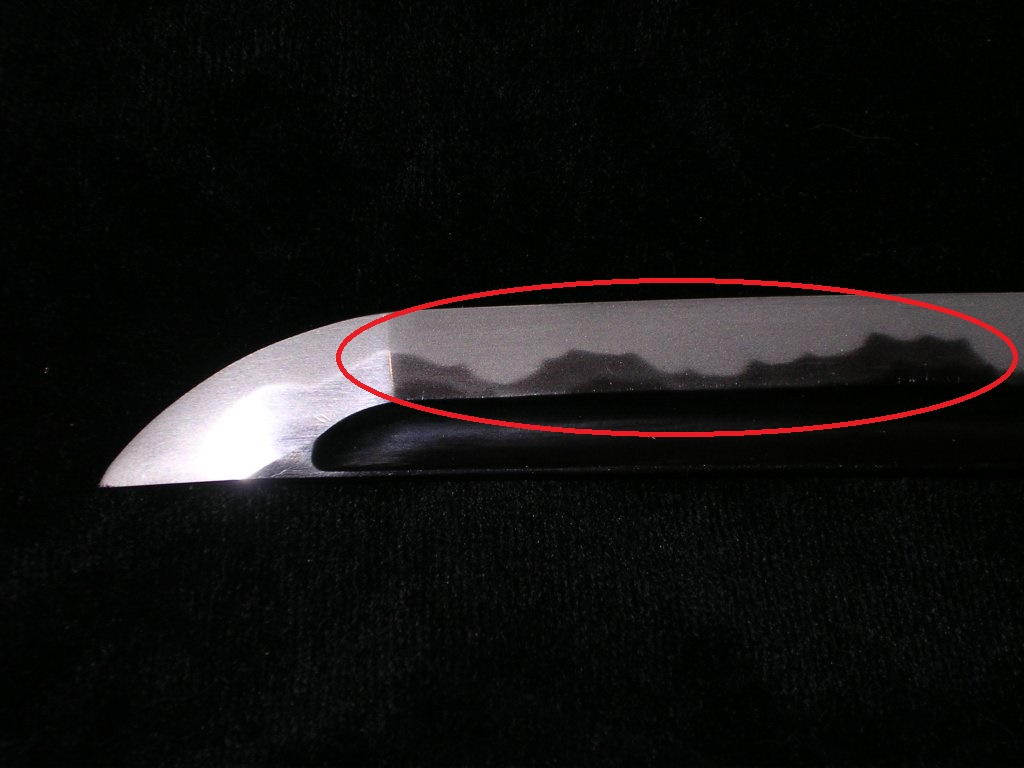
Хамон на ёкотэ катаны.

Хамон — видимая линия зонной закалки на традиционном японском холодном оружии. Является одной из методик термообработки, позволяющих добиться разных характеристик для разных частей изделия. На клинковых изделиях применением зонной закалки стремятся получить высокую твёрдость в зоне режущей кромки и лучшую прочность и ударную вязкость при умеренной твёрдости в остальном клинке. Добиваются зонной закалки обмазкой части изделия термоизолирующим материалом, зонным нагревом, например, индукционными методами, частичным погружением в охлаждающие жидкости и т. д.

## Процесс создания

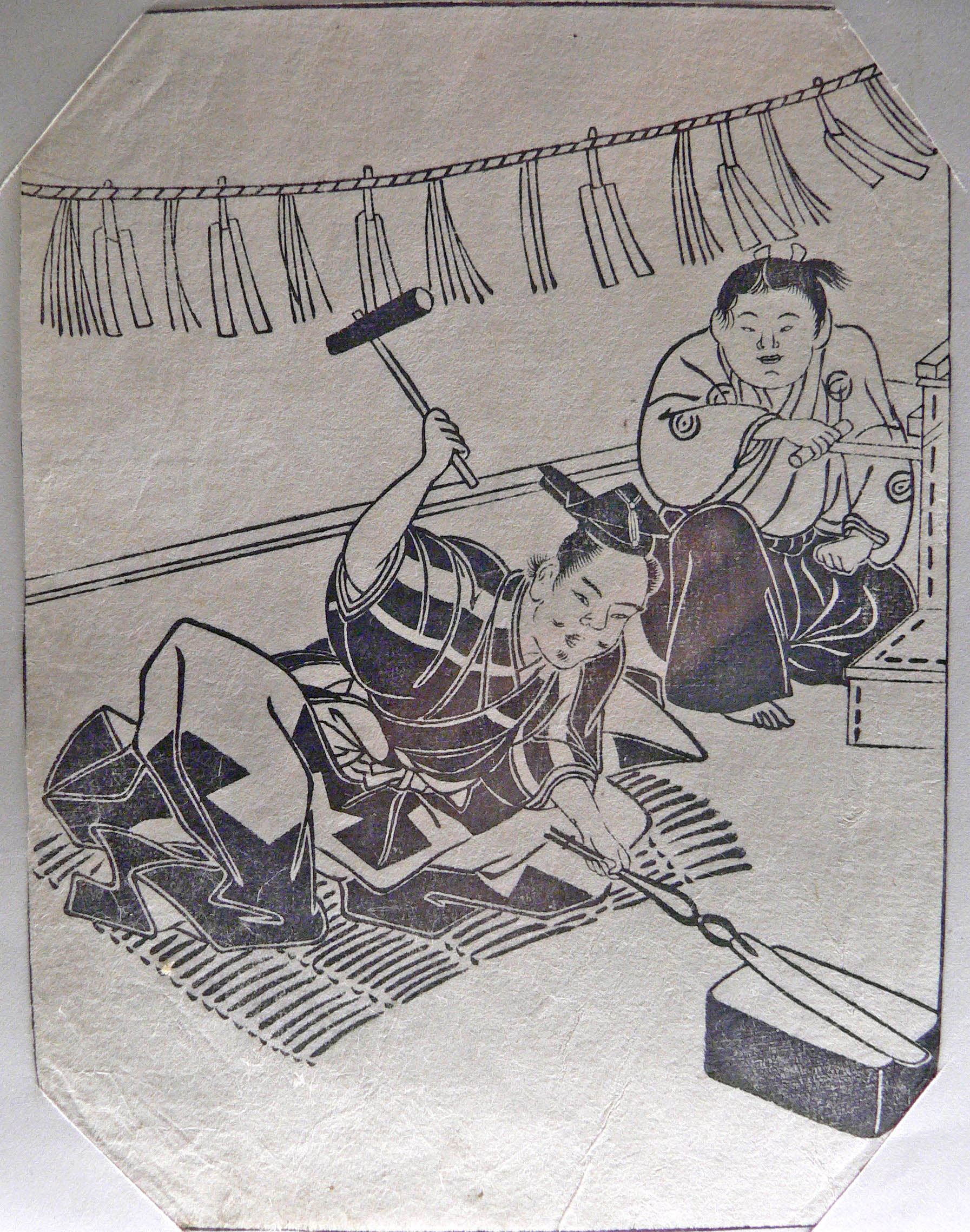
Изображения этапов ковки времён периода Эдо

Перед закалкой меч покрывается смесью из глины и угольного порошка (могут содержаться и другие ингредиенты). На лезвие наносится более тонкий слой, чем на другие участки меча. Для закалки лезвие нагревается сильнее, чем задняя часть. При этом важно, чтобы, несмотря на разницу температур (например, 750—850 °C), меч в поперечном сечении и обратная сторона нагревались равномерно. Во время охлаждения в тёплой воде лезвие, нагретое сильнее остальных частей, остывает быстрее и получает более высокое содержание мартенсита, чем другие участки меча. Граница этой узкой зоны (хамон) хорошо заметна после закалки и полировки меча. Она представляет собой не линию, а довольно широкую зону (здесь перепутаны якиба («обожжённое лезвие») — собственно закалённая часть клинка, и хамон — узкая линия, отделяющая закалённую часть от незакалённой).
Некоторые кузнецы придают хамону более замысловатую форму, нанося глину волнообразно, неравномерно или узкими косыми линиями. Полученный таким образом рисунок хамона служит для идентификации принадлежности меча к определённой кузнечной школе, но, как правило, не является показателем качества. Можно встретить весьма высококачественные клинки с прямым, шириной не более миллиметра, хамоном, равно как и экземпляры с очень волнистым рисунком, считающиеся грубой работой, и наоборот. Хамон с множеством узких «волн» образует в мече узкие эластичные участки (аси), препятствующие распространению трещин в металле. Однако в случае образования поперечной трещины меч становится непригодным к использованию.